# Stage Junior 2007
Stage Junior 2007 hölls på Vasateatern i Stockholm den 31 augusti 2007 och var den andra upplagan av Stage Junior. Agneta Sjödin och Adam Alsing var programledare. Deltagarna var mellan 10 och 15 år och de skulle ha skrivit sina låtar själva. Vinnaren blev, efter en mycket jämn omröstning, Molly Sandéns lillasyster Frida Sandén. Hon vann med sin upptempolåt Nu eller aldrig och representerade därför Sverige i Rotterdam i Nederländerna den 8 december vid Junior Eurovision Song Contest 2007.

## Resultat
1. Frida Sandén - Nu eller aldrig (16,5 % av rösterna)
2. 2 Times 2 - Superstar (15,5 % av rösterna)
3. Vendela Palmgren - En som dig (? % av rösterna)

På delad fjärdeplats
- Ellen Johansson - Du var mitt allt
- Emmalisa Norrhamn - Bara du kan
- Felicia Warvne - Upp & ner
- Marcus Sjöstrand - Utan dig
- Molly Sandén - Allt som jag kan ge
- Roshanak Hosseini - Ta min hand
- Rufus Blad - Superhjälte

## Pausunderhållning
Under omröstningspausen sjöng förra årets vinnare Molly Sandén en duett tillsammans med Ola Svensson från Idol. De sjöng låten Du är musiken i mig, som kommer ifrån filmen High School Musical 2.